# Laurence Debray
Laurence Debray (París, 1976) es una escritora francesa.
Hija del intelectual y filósofo francés Régis Debray y la antropóloga venezolana Elizabeth Burgos, en 2018 escribió una biografía sobre sus dos padres, Hija de revolucionarios.
En su infancia vivió en un campamento en Cuba. Estudió Historia y Literatura en La Sorbona, Economía en la London School of Economics y en la Escuela de Estudios Superiores de Comercio de París (HEC). Se dedicó a trabajar en las finanzas.
Es admiradora del rey Juan Carlos I de España y de la transición española, proceso sobre el cual ha realizado libros y un documental.
Vivió en Francia y España, con largas estadías en Venezuela, Londres y Nueva York. Está casada con Émile Servan-Schreiber (hijo de Jean-Jacques Servan-Schreiber) y tiene dos hijos.